# Tabanus rupium
Tabanus rupium är en tvåvingeart som först beskrevs av Brauer 1880.  Tabanus rupium ingår i släktet Tabanus och familjen bromsar. Inga underarter finns listade i Catalogue of Life.